# 天子岗水库
天子岗水库是中国浙江省湖州市安吉县境内的一座水库，位于西苕溪支流浑泥港上，建于1958年。水库正常库容为879万立方米，集雨面积为25平方千米，海拔为24.5米。